# Rio Karatal
O Rio Karatal (em russo:  Каратал; em mongol: Хартал, "Estepe negra") é o mais ocidental dos dois grandes rios que fluem para o Lago Balkhash, o outro é o Rio Ili. 
Nasce nas Montanhas Dzungarski Alatau próximo da Fronteira Cazaquistão-China. O rio flui geralmente na direção noroeste dobrando geralmente na direção norte quando alcança o Deserto de Saryesik-Atyrau, um grande deserto de areia ao sul do lago Balkhash, para o qual drena. O Karatal congela em dezembro e permanece preso pelo gelo até março.